# Трокская хоругвь
Трокская хоругвь (Хоругвь Трокского воеводства, пол. Chorągiew trocka) — геральдическое знамя шляхетского ополчения Трокского воеводства Великого княжества Литовского во время посполитого рушения.

## Описание
Хоругвь представляла собой двухстороннее прямоугольное полотнище из лазурной китайки тридцати пяти локтей длины с двумя косицами. На лицевой стороне изображался герб Великого княжества Литовского на красном барочном щите. Вокруг щита в прямоугольнике надпись золотыми буквами на латыни: «Sigismundus III Dei gratia rex Poloniae magnus dux Lithuaniae» (Сигизмунд III. Божьей милостью король Польский и Великий князь Литовский); в правой части полотнища желтая 8-лепестковая розеткообразная рамка, в которой на синем поле золотыми буквами по-польски надпись: «Trocka».
В 1566 году великокняжеский герб на хоругви располагался на белом геральдическом щите.

## История
Согласно административно-территориальной реформе 1565—1566 годов воеводства стали и военными округами, которые формировали территориальное военное подразделение — часть войска, «при коей состоит хоругвь (знамя) или значок».
Для того чтобы отличать их от хоругвий Польского Королевства и ясно указывать на принадлежность воеводств к Великому княжеству Литовскому, Статутом 1566 года  было установлено, что все воеводства ВКЛ на лицевой стороне хоругвий имеют великокняжеский герб «Погоню». В 1564—1566 годах все воеводства получили хоругви единого образца из государственного «скарбу».
Схожие хоругви имели все уезды Трокского воеводства, только уездные хоругви были с одной косицей и меньшего размера.
Характерной чертой было обозначение поветового или воеводского герба вместе с территориальным названием хоругви.
По мотивам хоругви и герба Трокского воеводства Арвидасом Каждайлисом создан флаг Тракайского района Литвы.
В фондах  Национального музея Литвы сохранилась центральная часть Трокской хоругви времён русско-польской войны 1609—1618 годов. Однако, по мнению белорусского исследователя Андрея Шулаева, данное полотнище является хоругвью Трокского повета.

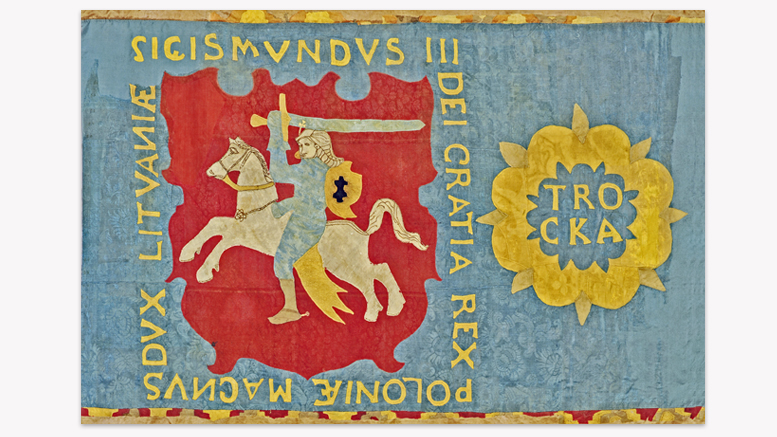
Сохранившаяся часть Тракайской хоругви, 1615 г. Национальный музей Литвы
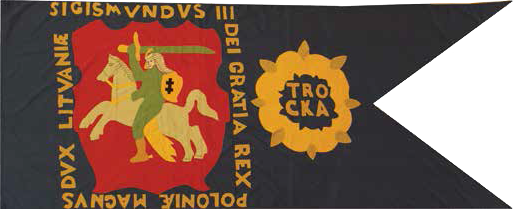
Реконструкция хоругви. Военный музей Витовта Великого[англ.] в Каунасе
Хоругвь ополчения Гродненского повета, 1615 г.
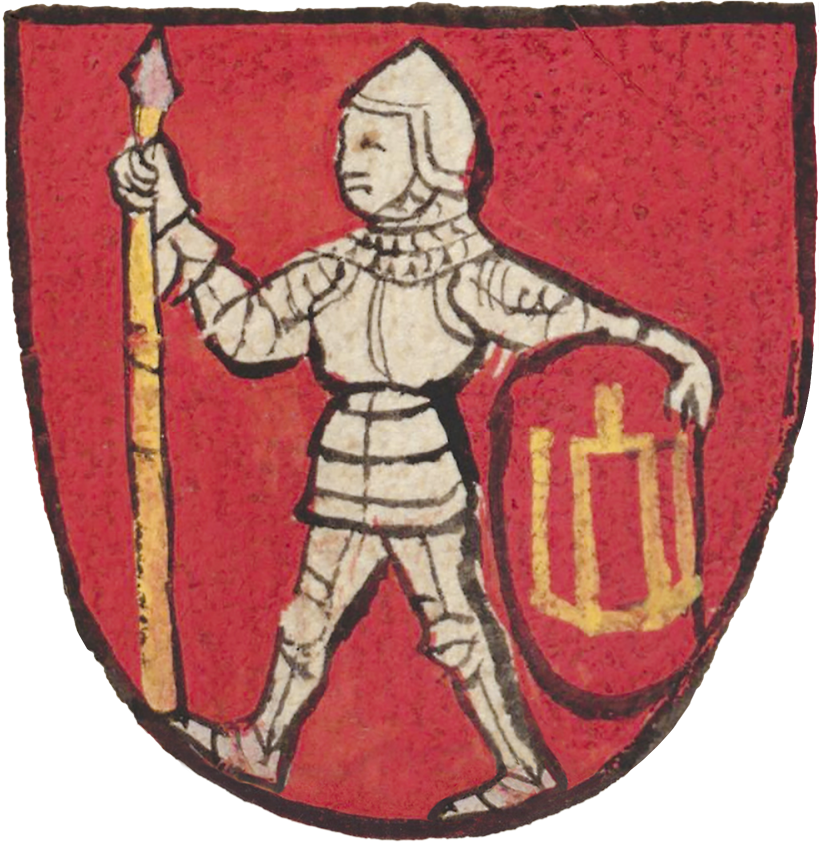
Герб воеводства Armorial Lyncenich, ок. 1435 г.
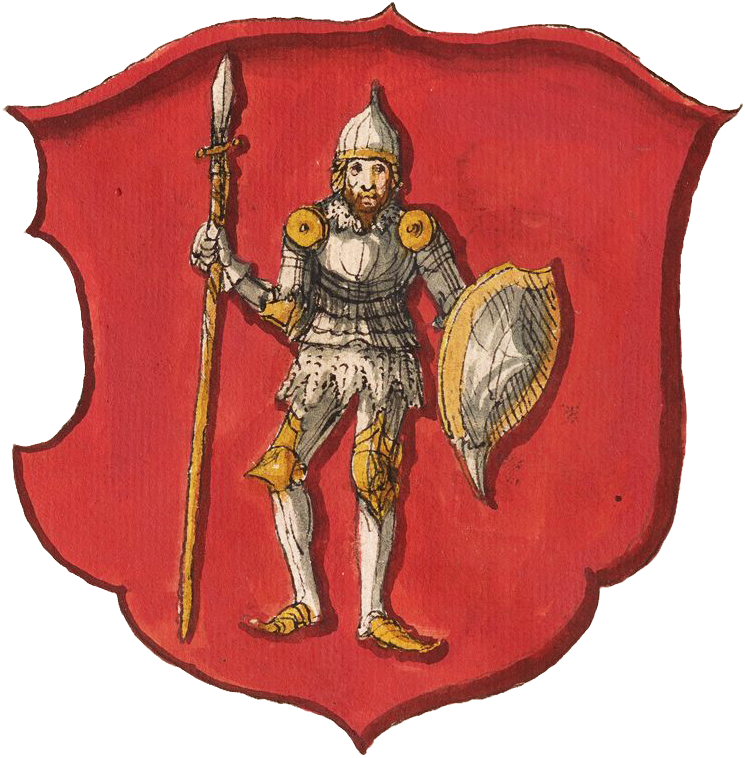
Герб Трокского воеводства. Ок. 1555 г.
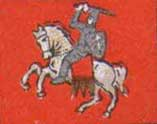
Хоругвь воеводства. С открытки 1918 г.
Флаг Тракайского района, 1998 г.